# Bibliothèque cantonale de Nidwald
 (avril 2022).
Si vous disposez d'ouvrages ou d'articles de référence ou si vous connaissez des sites web de qualité traitant du thème abordé ici, merci de compléter l'article en donnant les références utiles à sa vérifiabilité et en les liant à la section « Notes et références ».
La Bibliothèque cantonale de Nidwald  est une bibliothèque d’étude et patrimoniale. Elle est rattachée au département de l’instruction publique et de la culture. Selon la loi sur l’encouragement à la vie culturelle, sa mission principale est  la conservation du patrimoine nidwaldien, la Nidwaldensia. Dans ce but, elle collecte les publications, les imprimés, les documents d’image et de son soit créés par des auteurs nidwaldiens, soit édités dans le canton du Nidwald ou encore qui traitent du canton de façon générale.

## Histoire
La Bibliothèque de Nidwald est l'avant-dernière bibliothèque cantonale à avoir été créée en Suisse en 1970.

## Le fonds
L’offre de la littérature de divertissement ainsi que des ouvrages à caractère plus scientifique, des livres audio et des périodiques. En plus de cette offre tout public, La bibliothèque cantonale de Nidwald met à disposition des documents spécialisés. 
De par sa vocation patrimoniale, elle collecte et archive spécialement les écrits nidwaldiens. Ses points forts sont les suivants : Nidwaldensia, la littérature générale et la littérature spécialisée notamment en histoire, en folklore, en art, en linguistique, en lettres et en philosophie. 
Le fonds de la bibliothèque est constitué d’environ 110 000 documents, dont :
- 100 000 imprimés
- 150 imprimés rares et anciens
- 80 périodiques courants
- 200 manuscrits
- 100 incunables
- 10 legs privés
- 350 plans et cartes géographiques

La bibliothèque cantonale gère également la bibliothèque de l’association historique de Nidwald ainsi que la bibliothèque de l’ancien couvent capucin de Stans.

## Utilisation et catalogue
D’une manière générale, la bibliothèque cantonale est à la disposition de tous les usagers inscrits. Le catalogue est accessible en ligne sur www.kantonsbibliothek.nw.ch.
La bibliothèque participe au système de prêt inter-bibliothèques.